# 築摩號防護巡洋艦
筑摩号防护巡洋舰（日语：／ Chikuma ?）是旧日本海軍的防护巡洋舰，为筑摩级防护巡洋舰（日本海军官方名称）首舰。本舰为日本海军第一艘搭载汽輪機的巡洋舰，与姊妹舰一样同属于从防护巡洋舰到轻巡洋舰的过渡设计。曾经参加了第一次世界大战，1935年作为靶舰被击沉。
本舰得名自“筑摩”一名来源于筑摩川（又名千曲川，为信濃川的上游）。日后太平洋战争时期的筑摩号重巡洋舰和战后日本海上自衛隊的筑摩号护卫舰相继继承了该名。

## 设计和概述
1906年（明治39年）9月28日，时任海軍大臣齋藤實向總理大臣西園寺公望提出阁议，称日俄战争以来世界海军形势发展，有必要重新添置新的军舰，其中希望建造4500吨级二等巡洋舰3艘。由于日本财政所限，这项造舰计划在提交给12月开会的第23届帝國議會审议时，还是遭到了大规模的压缩，不过3艘二等巡洋舰的设想没变，得以保留。
本舰全长144.8米、宽14.2米、吃水5.1米。本舰基本设计继续在现有舰艇的基础上进行改进，同时借这个机会，对日本国产的汽轮机进行试验、比较。动力部分，本舰搭载了两台川崎生产的柯蒂斯式汽轮机，由16座舰本式水管锅炉提供蒸汽，设计动力22,500匹馬力（16,800千瓦特）。其中12座锅炉安装了过热器，在相同压力下温度能提高31°C。本舰设计航速26節（48每小時），海试时获得了空前的26.83節（49.69每小時）的最大航速。这速度比起日本海军最后一艘搭载往复式蒸汽机的巡洋舰利根的23節（43每小時）是一个巨大的飞跃。但由于本舰搭载的引擎所使用的材料强度不足，导致需要频繁进行维修，实际应用中也极少能达到这一高速。
本舰主炮为8门45倍径单装6英寸（152）速射炮，艏艉各一门，另外在每侧各布置3门，均安装在舷侧耳台。这种舷侧火力与主炮口径相同的设计在当时也非常罕见。轻型武器包括4门76毫米12磅炮，以及两挺马克沁机枪。鱼雷武器方面，舰上共安装了3具457（18英寸）鱼雷发射管。1919年以后，有关方面拆除了3门76毫米炮，而在烟囱之间的位置安装了两门40倍径三年式80毫米高射炮。
本舰装甲甲板为22.2毫米厚的镍钢，而倾斜部分则以相同材质的35毫米厚钢板补强，使得总厚度达到57.2毫米。舰艉鱼雷舱处克虏伯渗碳装甲为89毫米，司令塔则是102毫米厚的克虏伯装甲。

## 舰历
1909年（明治42年）7月1日，海军批复伊号二等巡洋舰总预算为281万余日元，其中舰体费用112万余，轮机部分约163万，各种用具费用5万余。7月15日，舰政本部提交了伊号二等巡洋舰的设计草案。8月17日，签订主机合同，伊号二等巡洋舰所需柯蒂斯式汽轮机主机制造费用45万日元，在神户川崎造船所进行生产，预计时限20个月。另外在8月期间，海军经外交渠道获取了布里斯托尔级巡洋舰的载媒量数据（燃煤1261吨、燃油270吨），认为伊号二等巡洋舰的载媒量太少，于是进行研究、修改设计，在中甲板上增设煤舱。当时欧美各国广泛在舰用锅炉上加装过热器，用以节约燃料。日本方面对此也跃跃欲试，希望在新建舰艇上安装积累使用经验。明治42年11月13日，舰政本部修改了设计案，在伊号二等巡洋舰的舰本式水管锅炉上也装备过热器；根据理论计算此举可以节省5.8%的燃煤。12月23日，海军为预定在佐世保建造的伊号二等巡洋舰拟定了名字“筑摩”。
1910年（明治43年）5月23日，本舰在佐世保海军工厂开始动工。1911年（明治44年）4月1日，本舰下水。同一天编列入二等巡洋舰。
1912年（明治45年）3月14日，本舰完成了海试。4月1日，本舰舰体及轮机部分验收完毕。5月17日，海军正式接收本舰。6月13日，有关方面发现筑摩采用的汽轮机导致腐蚀问题比较突出，因此提议从一家英国公司为筑摩购买辅助推进装置，造价接近2万5000日元。同年（已改元为大正元年）8月28日，日本海军修改了舰艇分类，合并原有的二等、三等巡洋舰的区分，将不足7000吨的巡洋舰全部划分为二等。筑摩在新分类下依旧为二等巡洋舰。
1913年（大正2年）10月筑摩进行无线电室改造，更换了配电盘以及接收天线，添加了电流调整装置，同时为了容纳新的设备更改了无线电室位置。11月10日，日本海军举行军舰及驱逐队恒例阅舰式，崭新服役的筑摩担任御召舰。
1914年（大正3年）年初起，日本海军就开始筹备组成遣美舰队（伊吹、筑摩）前往南美洲参加巴拿马运河开通仪式以及巴拿马太平洋万国博览会。行程预定在阅舰式开始前90天，即10月15从横须贺出发，经基隆、新加坡、可倫坡、苏伊士运河、塞德港、直布罗陀前往漢普頓錨地，预计12月31日抵达；再从汉普顿锚地经科隆到巴拿马参加仪式；1915年（大正4年）4月1日到达三藩市进行访问，最后经檀香山，4月26日回到横须贺。7月6日，军务局方面下令伊吹、筑摩前往横须贺集合，准备出访。
同年7月底、8月初，第一次世界大战爆发，8月日本参加了协约国一方加入战争。原定的出访计划也因为战争而取消。8月30日，伊吹、筑摩两舰得到了新的任务，组成了特别南遣支队（日语：特別南遣枝隊）南下，为香港、新加坡等港口的英国运输船进行护航。但8月底新加坡的日本人之间就开始流传着“两三天内就要有日本军舰来了”的小道消息。德国袭击舰埃姆登号得知了这一情报，提前进行了规避。9月10、11、13以及14日，埃姆登号在印度洋共捕获5艘英国运输船。时日本驻新加坡领事馆武官荒城二郎对此大为光火，在和媒体的谈话中进行了严厉的批评，“……这一失败让我国（按：指日本）在英国人面前颜面全无。造成泄密的就是当地居留的日本人。……希望（媒体）能在报纸上进行警告。” 日本方面经英国中國艦隊司令部获得埃姆登号的情报，称其14日在孟加拉湾东南16海里的地方出现，15日在地点False B.进行加煤。9月16日18时，筑摩从新加坡出港，展开搜索埃姆登号的行动。伊吹也于18日早上出发，日本方面希望两舰能从两个方向对巽他海峡进行合围，找到埃姆登号。不过这次行动依旧无功而返。埃姆登号则最终在11月9日被英国轻巡悉尼号找到并击沉。
10月1日，日军重新编组特别南遣支队，下辖战列巡洋舰伊吹、装甲巡洋舰日進、筑摩。特别南遣支队不单设司令，公文及对外交涉等事务由资质较老的舰长（日语：先任艦長）负责。至11月初，伊吹、日进、筑摩受第三舰队节制。后来筑摩又辗转隶属第三特务舰队、第一特务舰队等进行巡逻、护航任务。
1915年（大正4年）5月11日04:05，筑摩在宇治群岛雀岛发生触礁事故。舰艏龙骨附近以及左舷多处出现破孔，左舷船板有凹陷，凹坑中间有龟裂情况；前部防御甲板下方灌满了海水，不过防御甲板上方没有进水。12日佐世保镇守府陆续派出第四佐世保丸、第一旅顺丸、若宫丸前往救助，经过10多天终于让筑摩脱离困境返回进行维修。12月13日，日本海军打散原有编制，重新编成第一、第二、第三舰队。矢矧、筑摩也一同编入第二舰队第四战队。
1917年（大正6年）2月中旬据报一艘德国武装商船在印度洋一带活动，导致两艘英国商船触雷沉没；2月27日该船又捕获了一艘英国加油船。3月3日军务部对筑摩等两舰授命从事特别任务，要求与英国海军协同进行护航。3月底筑摩等从佐世保出发，经马公、香港、新加坡至悉尼，随后以悉尼为基地在澳大利亚布里斯班、汤斯维尔，以及新西兰惠灵顿、利特尔顿等地进行巡逻。筑摩趁此机会大量测绘了澳大利亚、新西兰以及中太平洋诸岛详细的水深、潮汐等水文数据，同时记录了大量的信息（如对于西澳大利亚天然良港、英国战时重要的小麦出口港弗里曼特尔，对当地的小麦仓储及码头运输能力进行详细记录；以及西澳大利亚的劳工薪资水平、人口、最近的募兵情况等信息也均有记录）。
1919年（大正8年），日本海军在一战后举行大演习及阅舰式，筑摩作为供奉舰参加本次阅舰式。
1920年（大正9年）8月4日，日本海军组织了一批军舰进行战斗运转测试。此时筑摩排水量5560吨，比新建成时的5039.9吨多了500多吨；本次测试中筑摩主机功率达到21,990匹馬力（16,400千瓦特），航速26.2節（48.5每小時）。
1922年（大正11年）4月，奉军入关，第一次直奉战争爆发。5月2日，日本海军电令筑摩前往华北地区监视双方的战争。3日筑摩紧急从仁川起航赶往秦皇岛。5日前后，奉军失利后撤。8日，多艘中国军舰从山海关附近对奉军进行炮击，陆上驻扎的日军甚至能捡到炮弹碎片。11日13时至12日08时，大批奉军从烟台通过，往滦州方向撤退。18日6000多奉军携带辎重经秦皇岛向关外撤退。至21日，原秦皇岛地区奉军完全撤出，并在石河右岸重新开始构筑防御阵地。23日奉军将秦皇岛附近所有的中国巡警的武器全部收缴，此举引起了当地的普遍恐慌，各国纷纷派兵加强治安防护。29日軍令部对筑摩舰长发出指示，鉴于局势尚不明朗，为了维护日本在当地利益，筑摩需要长期保持在秦皇岛的存在，以在日本陆军增援赶到前守卫铁路；同时因为美、英、意等国纷纷调集军舰前往当地，日本有必要保留大型军舰监视各国动向。6月2日，奉军从昌黎撤出，经秦皇岛退至山海关，7日奉军完全让出山海关以西地区，傍晚直军先头部队占领秦皇岛。11日英国方面试探日本，称万一局势恶化，英军可以协助日军守卫铁路。同日筑摩舰长回绝了英国人的提议，声称日本将有能力单独保卫铁路；同时做好了派遣陆战队登陆的准备，防止直军撤退时破坏铁路。6月17日夜萨镇冰率领海筹号等多艘中国军舰前往山海关，筑摩对此全程进行监视。此后直到双方和谈、直军撤兵退回天津为止，筑摩都一直驻扎在秦皇岛，为日本国内提供内战双方以及各国军力动向的情报。
1926年，筑摩转为第四预备舰船，在横须贺系留保管。
1930年（昭和5年）12月5日，有关方面开始着手对筑摩进行除籍的准备工作；筑摩预定交由横须贺海兵团作为新兵炮术训练用舰，为此需要保留舰上全部火炮。
1931年（昭和6年）4月1日，日本海军将筑摩从海军中除籍，同一天从舰艇类别等级表中除名。筑摩的舰名也更改为“第3号废弃舰（日语：廃艦三號）”。
1935年，第3号废弃舰（原筑摩）作为靶舰被击沉。

## 历任舰长
下表系根据《日本海軍史》第9、10卷，以及《官報》进行整理。
- 片冈荣太郎 海军大佐：1911年12月1日 - 1912年4月20日 ＊兼佐世保海軍工廠舾装员
- 山崎米三郎 海军大佐：1912年4月20日 - 1912年6月29日 ＊兼佐世保海軍工廠舾装员（- 1912年5月17日）
- 向井弥一 海军大佐：1912年6月29日 - 1912年11月13日
- 小山田仲之丞 海军大佐：1912年11月13日 - 1913年12月1日
- 井原赖一 海军大佐：1913年12月1日 - 1914年2月26日
- 下平英太郎 海军大佐：1914年2月26日 - 1914年4月7日
- （兼）小山田仲之丞 海军大佐：1914年4月7日 - 1914年5月6日[58]
- 阪本則俊 海军大佐：1914年5月6日 - 1915年2月1日
- （暂代）松村菊勇海军中佐：1915年2月1日 - 1915年8月6日
- （暂代）田口久盛 海军中佐：1915年9月25日 - 1915年12月13日
- 田口久盛 海军大佐：1915年12月13日 - 1916年1月28日
- 田尻唯二 海军大佐：1916年1月28日 - 1916年12月1日
- 牟田龟太郎 海军大佐：1916年12月1日 - 1918年2月12日
- 中川寛 海军大佐：1918年2月12日[59] - 1918年6月1日[60]
- （兼）飯田延太郎 海军大佐：1918年6月1日[60] - 1918年7月5日
- （兼）大内田盛繁 海军大佐：1918年7月5日 - 1918年9月25日
- 大見丙子郎 海军大佐：1918年9月25日 - 1918年11月1日
- （兼）大見丙子郎 海军大佐：1918年11月1日 - 1918年11月25日
- 末次信正 海军大佐：1918年12月1日 - 1919年8月5日
- 横地錠二 海军大佐：1919年8月5日 - 1920年12月1日
- 白石信成 海军大佐：1920年12月1日 - 1921年11月20日
- （暂代）永野永三 海军中佐：1921年11月20日[61] - 1921年12月1日
- 永野永三 海军大佐：1921年12月1日[62] - 1922年11月20日[63]
- 田冈胜太郎 海军大佐：1922年11月20日 - 1923年6月1日
- 栗原祐治 海军大佐：1923年6月1日[64] - 1923年11月20日[65]
- （暂代）中原市介 海军中佐：1923年11月20日[65] - 1923年12月1日[66]
- 中原市介 海军大佐：1923年12月1日[66] - 1924年11月1日[67]
- 福井愛助 海军中佐：1924年11月1日[67] - 1925年1月15日[68]